# Single Ladies (Put a Ring on It)
A Single Ladies (Put a Ring on It) Beyoncé Knowles dala, az I Am... Sasha Fierce című nagylemezről. Az album második kislemezeként jelent meg, a világszerte sikeres If I Were a Boy után. A dal Beyoncé ötödik első helyezését érte el az amerikai Billboard Hot 100 listán és számos más listán is az első tíz között szerepelt.
A dal hatalmas népszerűségre tett szert fülbemászó dallama és nőies témája miatt, emellett első helyen végzett a Rolling Stone magazin Legjobb 100 dal 2008-ban listáján. A videóklip koreográfiája számos paródiát és imitációt tarthat számon az interneten.

## Videóklip
A klipet az a Jake Nava rendezte, aki közreműködött Knowles Crazy in Love és Beautiful Liar című klipjében is. Az If I Were a Boyhoz hasonlóan ez a klip is fekete-fehér. A koreográfiát JaQuel Knight tervezte. A klipet először az MTV Total Request Live című műsorában mutatták be.

## A kislemez kulturális hatása
A dalt a különleges koreográfia miatt az új évezred legnagyobb táncőrületének nevezik. Olyan hírességek, mint például Justin Timberlake és Joe Jonas szintén elkészítettek egy-egy paródiát. A YouTubeon számos más paródia és imitáció is fellelhető, melyekből egy válogatás szerepel Knowles I Am... Tour turnéján.

## A kislemez dalai és remixei
CD kislemez (Egyesült Királyság)
1. Single Ladies (Put a Ring on It) - 3:13
2. Single Ladies (Put a Ring on It) (Redtop Remix) - 3:31

Digital Remix EP (USA)
1. Single Ladies (Put a Ring on It) (Dave Aude Remix Club Version) - 8:24
2. Single Ladies (Put a Ring on It) (Karmatronic Remix Club Version) - 5:58
3. Single Ladies (Put a Ring on It) (Redtop Remix Club Version) - 6:59
4. Single Ladies (Put a Ring on It) (DJ Escape & Tony Coluccio Remix Club Version) - 6:58
5. Single Ladies (Put a Ring on It) (Lost Daze Dating Service Remix Club Version) - 6:52
6. Single Ladies (Put a Ring on It) (Craig C's Master Blaster Remix Club Version) - 8:19

Digital Remix EP (EU)
1. Single Ladies (Put a Ring on It) (RedTop Remix Radio Edit)
2. Single Ladies (Put a Ring on It) (My Digital Enemy Remix)
3. Single Ladies (Put a Ring on It) (Olli Collins & Fred Portelli Remix)
4. Single Ladies (Put a Ring on It) (Dave Aude Remix Club Version)
5. Single Ladies (Put a Ring on It) (The Japanese Popstars Remix)
6. Single Ladies (Put a Ring on It) (Album Version)

## Ranglisták
| Lista (2008)                        | Helyezés |
| ----------------------------------- | -------- |
| Ausztrál ARIA kislemezlista         | 5        |
| Kanadai Hot 100                     | 2        |
| Brit kislemezlista                  | 7        |
| Brit R&B kislemezlista              | 1        |
| USA Billboard Hot 100               | 1        |
| USA Billboard Hot R&B/Hip-Hop Songs | 1        |
| USA Billboard Hot Dance Club Play   | 1        |
| USA Billboard Pop 100               | 2        |